# カリム・エル・アフマディ
カリム・エル・アフマディ（アラビア語: كريم الأحمدي; Karim El Ahmadi Arrousi, 1985年1月27日 - ）は、オランダ・オーファーアイセル州エンスヘデ出身の元サッカー選手。現役時代のポジションはMF。
ユース時代にはオランダの各世代代表でプレーしていたが21歳以下当時にルーツのモロッコ代表を選択した。モロッコ系の名前の発音はオランダでは読む人によって多少変化があるが、エル・アマーディに近い発音が多い。

## クラブ経歴

### トゥウェンテ
アマチュアクラブでプレーしていた9歳の時にFCトゥウェンテのスカウトの目に留まり、トッカースのフットボール・アカデミーに移る。2003-04シーズンにトップチームに昇格し、2004年3月21日にFCユトレヒトとのアウェーゲーム (0-2敗戦) でデビュー。それ以来、不動のレギュラーとなり、攻撃に推進力を与えられるMFとして、エールディヴィジ最高の選手の一人に成長した。トゥウェンテも2007-08シーズンにはリーグ戦を2位で終えた。
2007年夏にフェイエノールトが獲得を目指したものの、トゥエンテ側は移籍に後ろ向きであり、実現はしなかった。

### フェイエノールト
しかし、フェイエノールトは翌年まで関心を失わず、2008年4月16日、フェイエノールトへ500万ユーロで移籍。2013年までの契約にサインした。10月5日、フェイエノールトでのリーグデビューを果たした。フェイエノールトでは2年半で公式戦74試合に出場し4得点を記録したが、2010年1月27日のPSV戦（アウェー）では2得点を決めて3-0での勝利の立役者となったことが数少ないハイライトであり、最初の2シーズンは苦しむチームの中で消極的なプレーに終始し、高い期待には応えることができなかった。後にエル・アマーディはこの時期を振り返り、「22歳でフェイエノールトで大金を得て『自分にはこれ以上は無理だ』と思ってしまった。始まりに過ぎないのだからもっとハードワークをしなければいけなかった」と語っている。
2011年1月にUAEのアル・アハリへレンタル移籍。当時、財政難に苦しんでいたフェイエノールトは高給取りのエル・アマーディの売却を期待していたものの、2011-12シーズンには決して望まれてはいない形でロッテルダムに帰還。しかし、アル・アハリでの半年間で『年金生活』を送る選手たちの中、自身のメンタリティを見つめ直したエル・アマーディはフェイエノールトがロナルド・クーマンを新監督に迎えたこのシーズンにクーマンの信頼を得て完全に復活し、ヨルディ・クラーシ、オトマン・バッカルと共に強力な中盤を形成した。

### アストン・ヴィラ
2012年6月25日にアストン・ヴィラFCへ移籍金375万ユーロでの移籍が発表された。エル・アフマディは3年契約にサイン、背番号8を背負った。

### フェイエノールト復帰
「もう一度フェイエノールトでプレーしたい」と公言していたエル・アマーディはタイトルを争い、欧州戦に出場する機会を求めて2014年9月1日にフェイエノールトと3年契約を結んだ。再び背番号8を背負った。アストン・ヴィラFCへ支払われた移籍金は75万ユーロ。
フェイエノールトでは常時スタメンでプレーし、2015-16シーズンは低調な試合が多かったものの、2016-17シーズンはチームの欠かせない選手としてトップパフォーマンスを披露。ディルク・カイトに次ぐ第2キャプテンのエル・アマーディは実際ピッチ上でカイト以上のチームリーダーであり、10月23日の第10節アヤックス戦では「いつプレッシャーを掛けるか、いつ下がるべきかを知る真の指揮者であるだけでなく、ボールを持った時も重要な役割を果たしている」とフットボール・インターナショナルで週間最優秀選手に選ばれるなど高い評価を受けた。2016年12月にはアルヘメーン・ダッハブラッドで月間最優秀選手に選出された。モロッコ代表として1月のアフリカネイションズカップに参加するエル・アマーディの代わりをどうするかはリーグ戦首位に立つフェイエノールトの最大の問題点となり、ジョヴァンニ・ファン・ブロンクホルスト監督も「彼の穴を埋めるのは非常に困難」と認めていたが、チームはKNVBカップで敗退したもののリーグ戦3試合を苦しみながら全て勝利。アフリカネイションズカップからクラブに戻ったエル・アマーディは再び不動の存在となり、再びアルヘメーン・ダッハブラッドで2月の月間最優秀選手に選出された。最終的にエールディビジを制したフェイエノールトの最大のキープレイヤーとしてDe TelegraafとVVCV主催のフットボーラー・ファン・ヘット・ヤールでは採点合計201という高い評価によりハウデン・スヒューンを受賞。アルへメーン・ダッハブラッドでも採点平均6,95で2位に大差を付けて年間最優秀選手、フットボール・インターナショナルでも採点平均6,7で2位とキャリア最高のシーズンとなった。

### アル・イテハド
2018年7月9日、サウジアラビアのアル・イテハドに2年契約で移籍した。

## 代表経歴
2005 FIFAワールドユース選手権にモロッコ代表として出場した。2008年にはザンビア代表戦でA代表デビュー。2009年8月12日の親善試合、コンゴ共和国戦で代表初ゴールを挙げた。
2018年5月、2018 FIFAワールドカップ出場メンバーに登録された。

## プレースタイル・評価
- ロビン・ファン・ペルシはロッテルダムで共に育った友人であり、2010年に「カリムはプレミア・リーグでもやれる選手」と語っていた[11]。

- エド・オポフは2016年9月18日のエールディヴィジでのPSV対フェイエノールトの試合をDe Telegraaf紙で採点し、エル・アマーディについて「戦いの先頭を走り、その情熱でチームをより上にレベルに引き上げられる選手。適切なタイミングで競り合いに勝てる。ボールがどこに来るかを読むことができるから、いつプレッシャーをかけ、いつ相手を追うべきかが分かるんだ。本物のキャプテンになってきているし、欧州(直前のヨーロッパリーグでのマンチェスター・ユナイテッド戦)でも価値を証明した」と評価した[12]。

- ヨハン・デルクセンは2017年2月に「フットボール選手として成熟の時を迎えている。ボールを奪え、ポジション・プレーで途方も無く上手く、テンポを上げることができ、必要があればロングボールも出せ、小さなスペースを突くこともでき、キャリアで初めて相手のペナルティエリア内に入るようにもなった。フェイエノールトのお手本となる選手であり、このクラブにとって最も重要な選手だ」と評した[13]。

## 代表歴

### 出場大会
- モロッコ代表
  - 2018 FIFAワールドカップ

### 試合数
- 国際Aマッチ 65試合 1得点（2008年-2019年）[14]

| モロッコ代表 | 国際Aマッチ | 国際Aマッチ |
| 年           | 出場        | 得点        |
| ------------ | ----------- | ----------- |
| 2008         | 1           | 0           |
| 2009         | 7           | 1           |
| 2010         | 4           | 0           |
| 2011         | 2           | 0           |
| 2012         | 4           | 0           |
| 2013         | 4           | 0           |
| 2014         | 3           | 0           |
| 2015         | 4           | 0           |
| 2016         | 6           | 0           |
| 2017         | 11          | 0           |
| 2018         | 12          | 0           |
| 2019         | 7           | 0           |
| 通算         | 65          | 1           |

## タイトル
フェイエノールト
- KNVBカップ : 2015-16, 2017-18
- エールディヴィジ : 2016-17
- ヨハン・クライフ・スハール : 2017